# Villavaliente

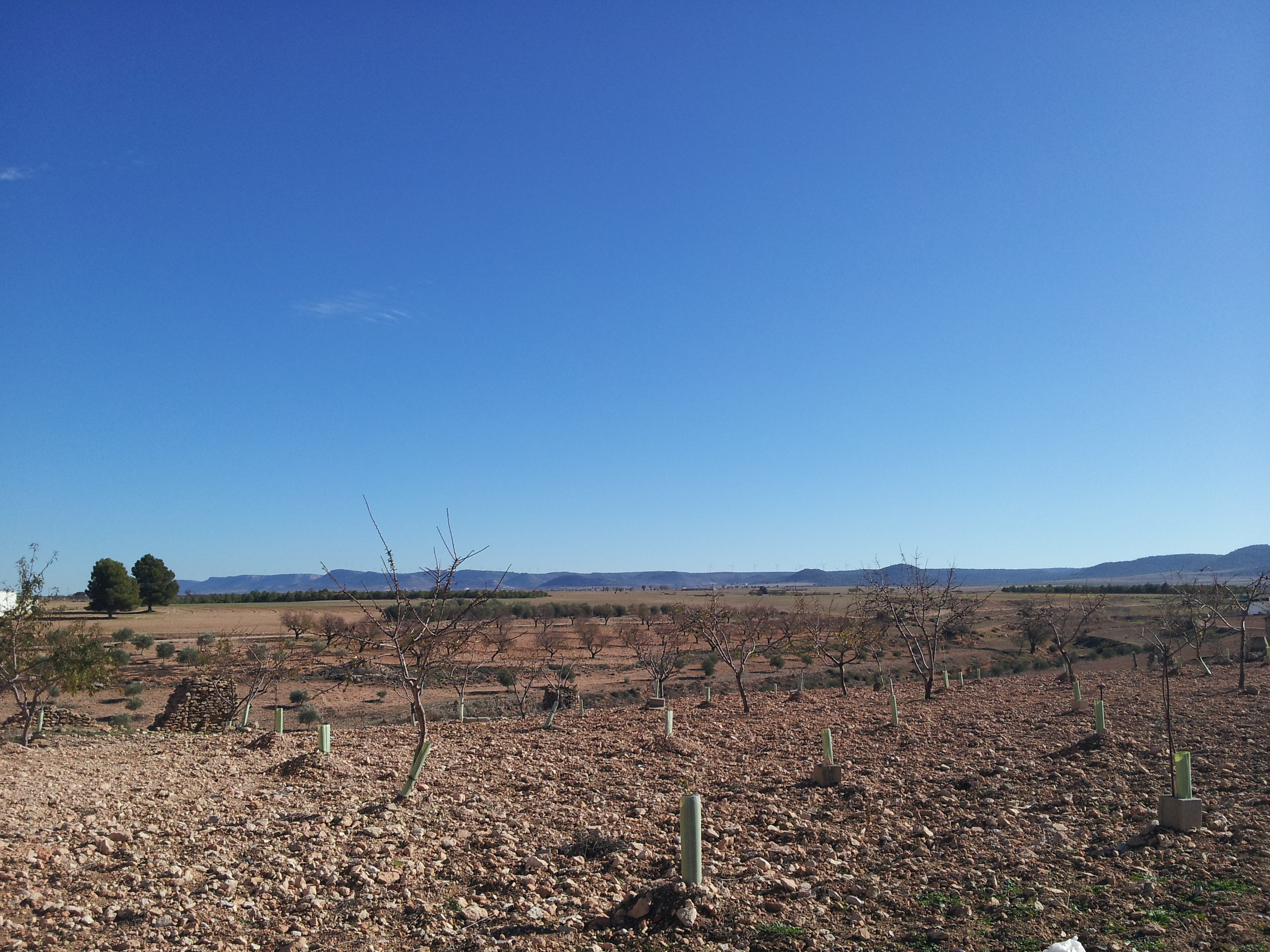
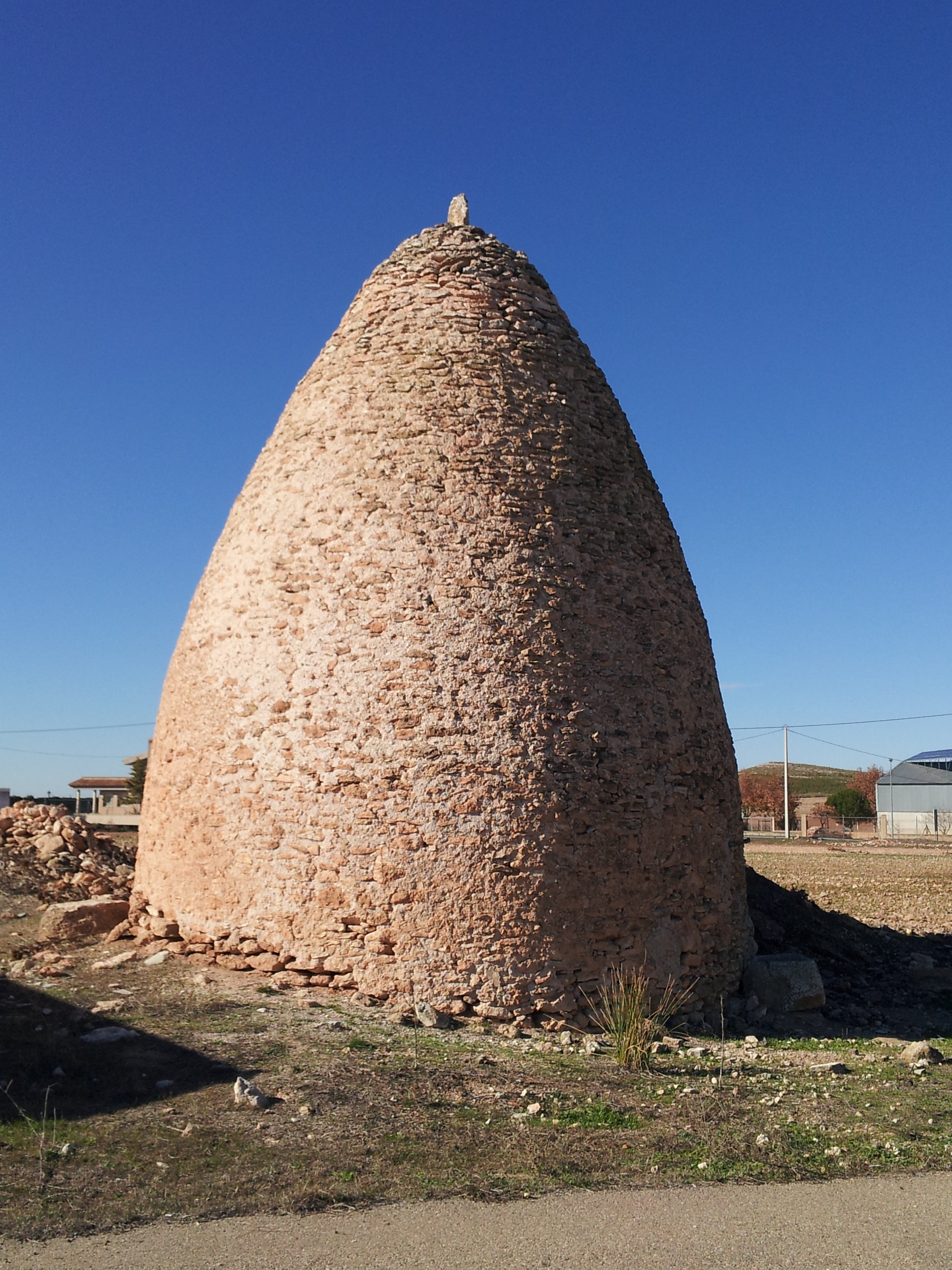
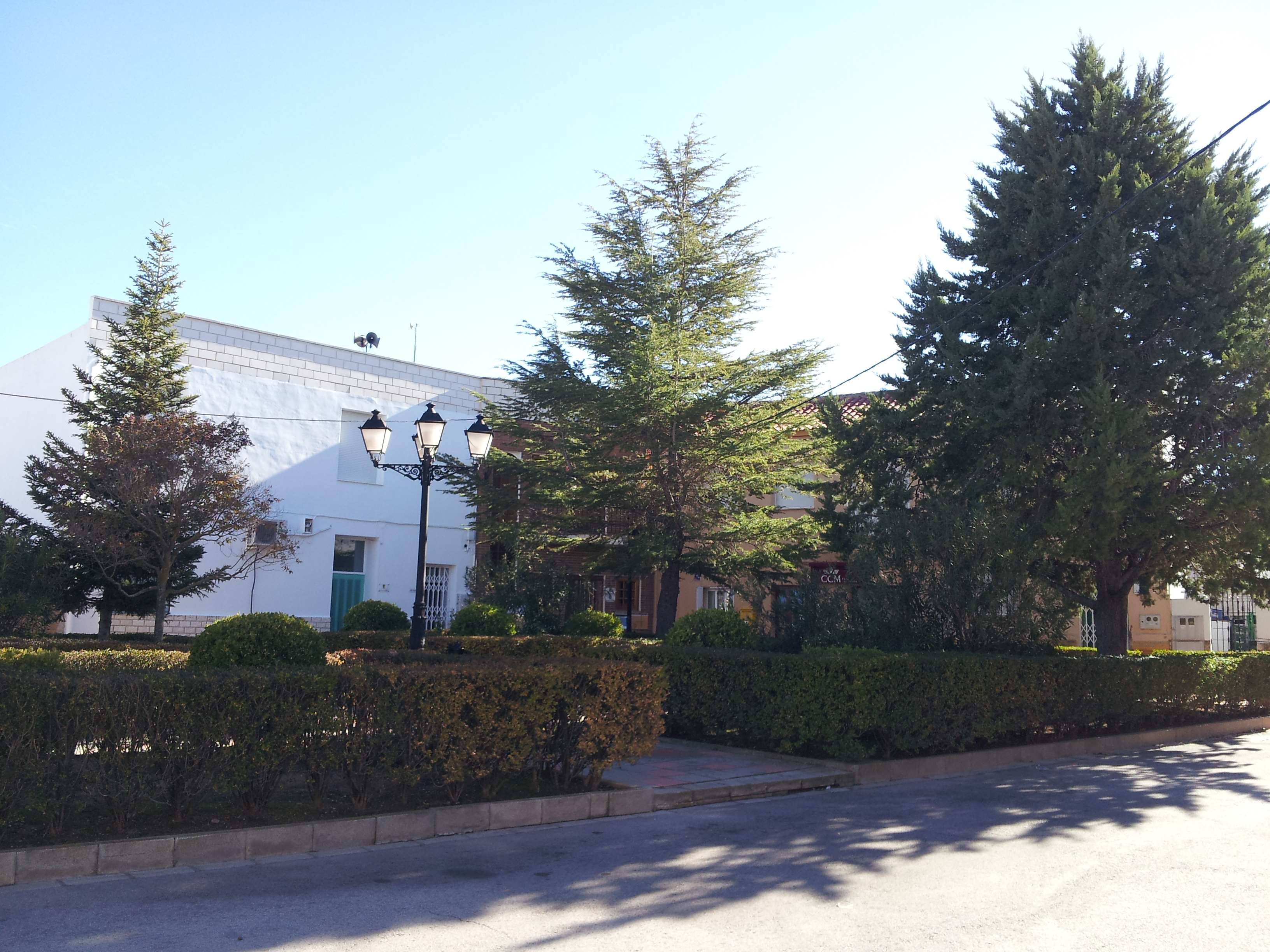
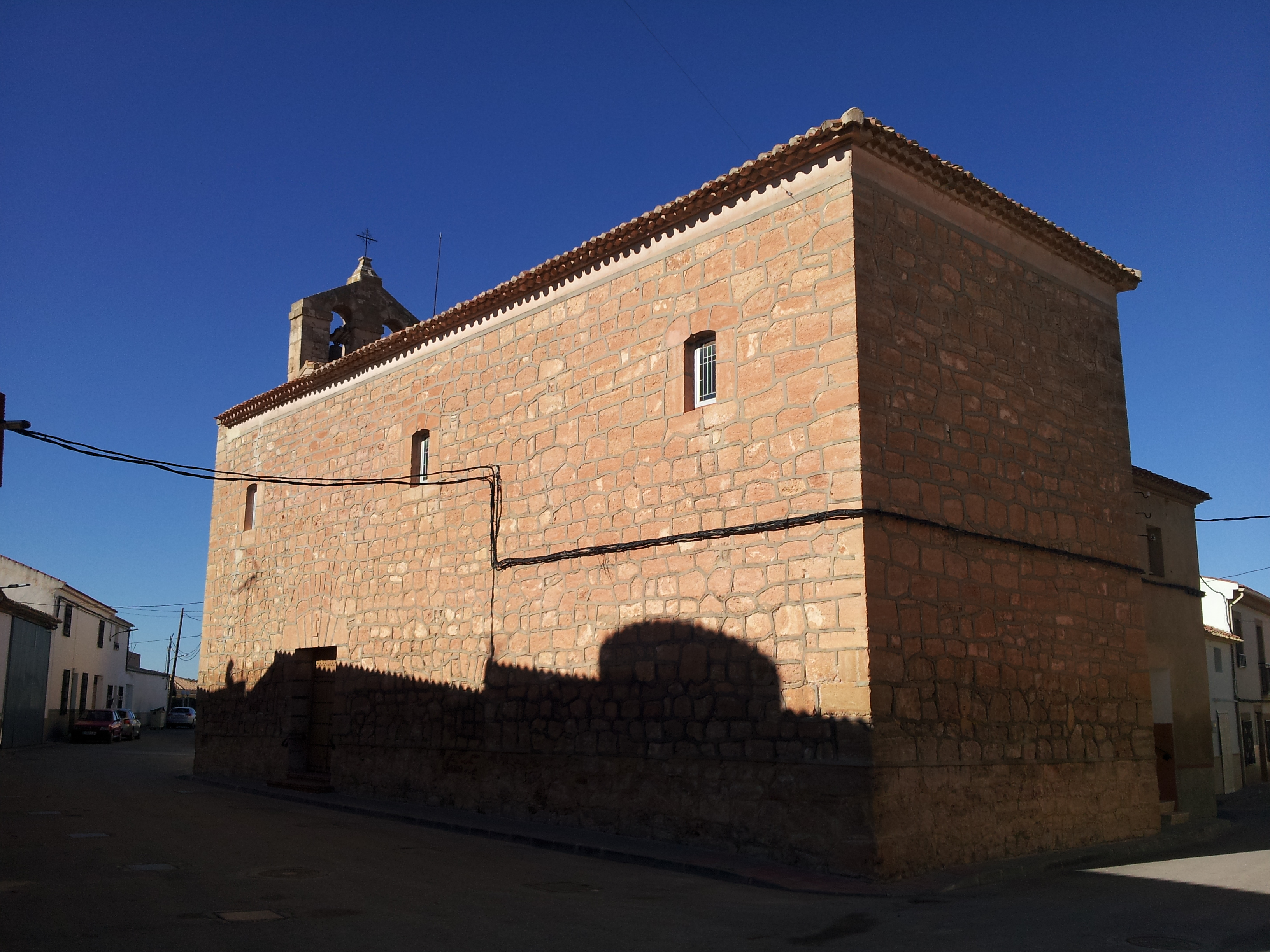
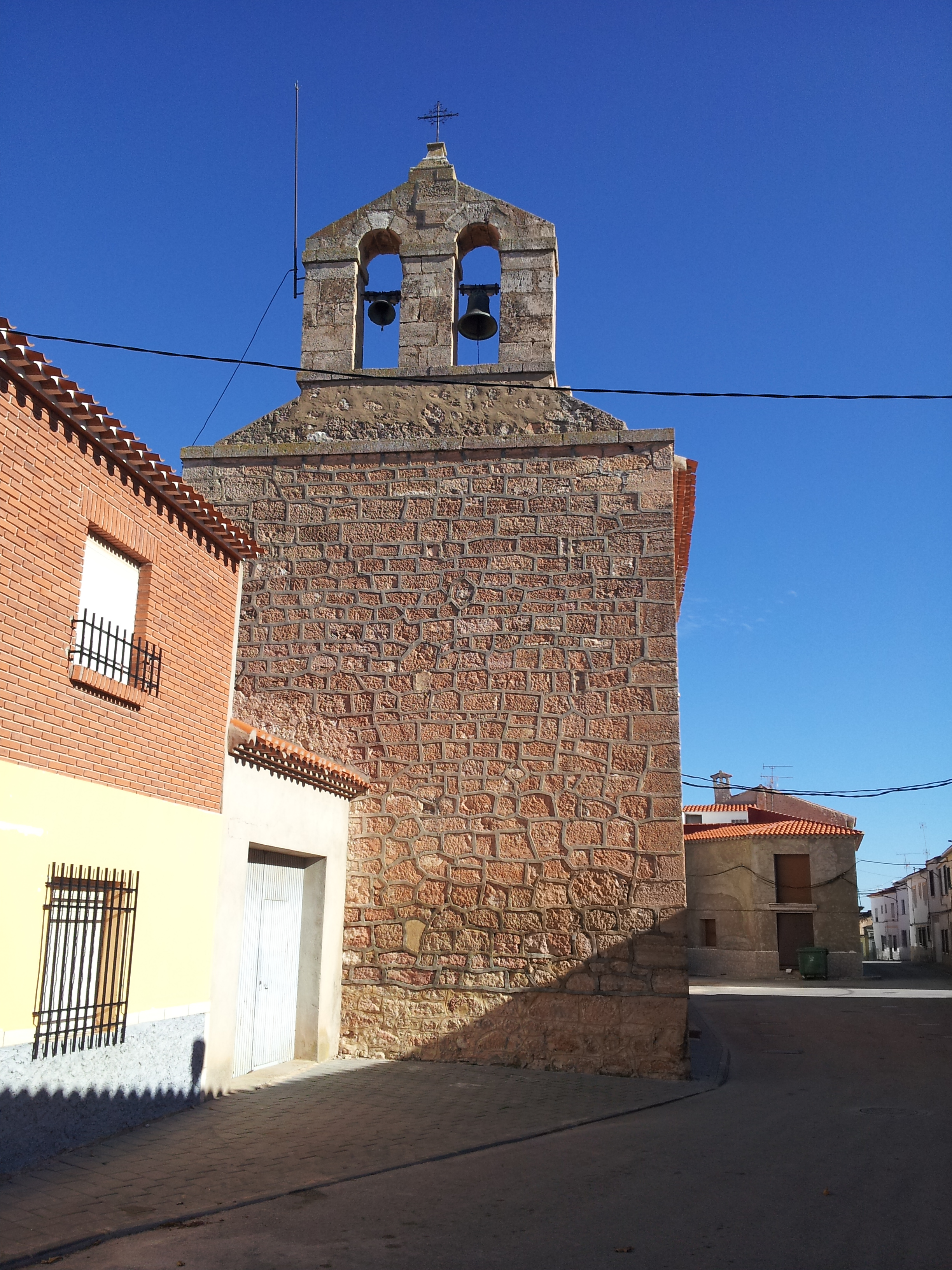
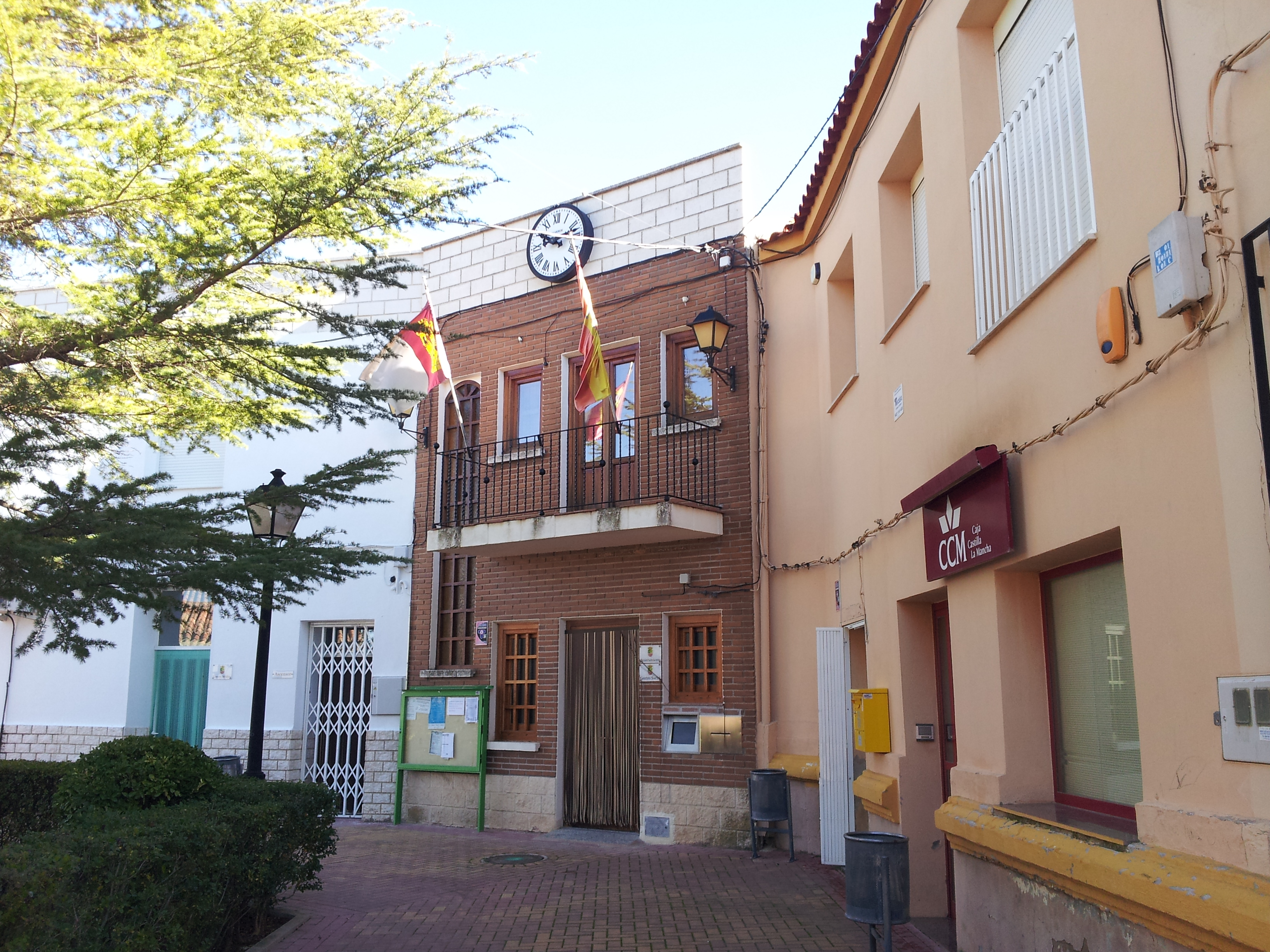
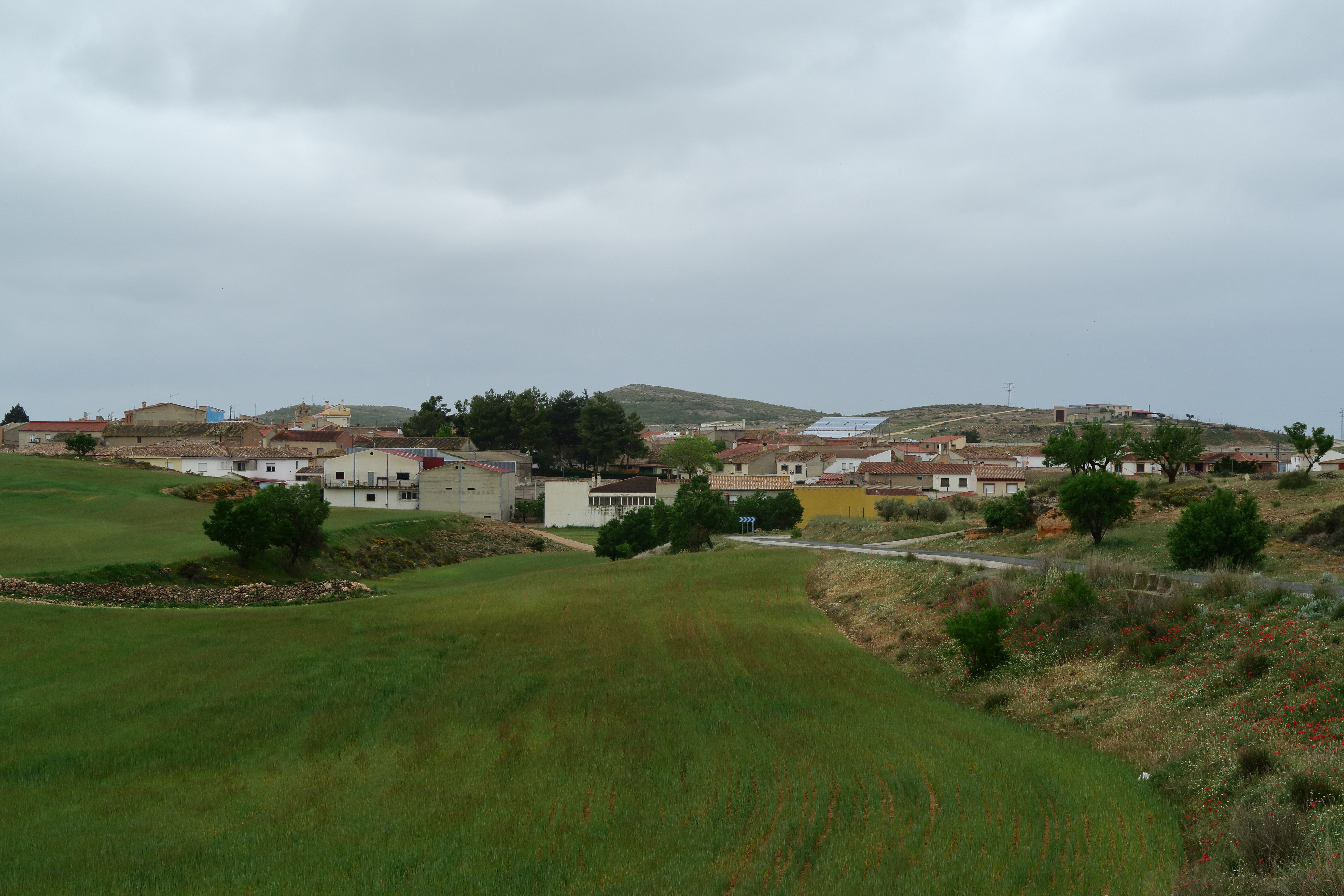

Villavaliente là một đô thị ở tỉnh Albacete nằm ở cộng đồng tự trị Castile-La Mancha của Tây Ban Nha. Đô thị Vilagrassa có diện tích là 34,85 ki-lô-mét vuông, dân số năm 2009 là 269 người với mật độ 7,72 người/km². Đô thị Vilagrassa có cự ly 44 km so với tỉnh lỵ Albacete.